# Psyclone
Psyclone in Six Flags Magic Mountain (Valencia, Kalifornien, USA) war eine Holzachterbahn des Herstellers Dinn Corporation, welche der Designer Curtis D. Summers entworfen hatte.
Sie war von ihrer Eröffnung am 23. März 1991 bis zu ihrer Schließung im Jahr 2006 und dem dann folgenden Abriss etwas mehr als 15 Jahre lang in Betrieb. An gleicher Stelle wurde dann am 23. Mai 2009 die Holzachterbahn Apocalypse eröffnet.
Das Layout der Bahn sollte an den legendären Cyclone auf Coney Island erinnern. Ihre Attraktionen waren elf Airtime-Hügel, fünf geneigte Hochgeschwindigkeitskurven und ein 56 m langer schwarzer Tunnel.

## Züge
Psyclone besaß zwei Züge des Herstellers Bolliger & Mabillard mit jeweils sechs Wagen. In jedem Wagen konnten vier Personen (zwei Reihen à zwei Personen) Platz nehmen. Sie war die einzige Holzachterbahn, deren Züge (jeder wog rund 2,3 t) von Bolliger & Mabillard hergestellt wurden.